# Takao Kawaguchi
Takao Kawaguchi (japonès: 川口孝夫)  (Hiroshima, 13 d'abril de 1950) és un judoka japonès, ja retirat, que va competir durant les dècades de 1960 i 1970.
Va iniciar-se en el judo als 5 anys amb el seu pare, que era un entrenador de judo local. Posteriorment va guanyar un torneig de judo entre instituts i el 1969 va entrar a estudiar a la Universitat Meiji. El 1971 va derrotar el futur medallista olímpic Toyokazu Nomura a la final del Campionat del món de judo i es va convertir en el representant japonès del pes lleuger als Jocs Olímpics d'Estiu de 1972. En la final superà al mongol Bakhvain Buyadaa per guanyar la medalla d'or. Posteriorment Buyadaa va ser desqualificat posteriorment per no superar un control antidopatge. El 1973 guanyà una medalla de plata en el Campionat del món.
Després de retirar-se va succeir el seu pare com a entrenador del dojo Kawaguchi.